# Pedro Araya
Pedro Damián Araya Toro (* 23. Januar 1942 in Santiago de Chile), auch bekannt unter dem Spitznamen El Garrincha Chileno, war ein chilenischer Fußballspieler. Er spielte als Flügelstürmer für Universidad de Chile, San Luis FC sowie Atlas Guadalajara und nahm mit der Nationalmannschaft seines Heimatlandes an der Weltmeisterschaftsendrunde 1966 teil.

## Vereinskarriere
Pedro Araya begann seine Karriere in der Saison 1961 bei Universidad de Chile. Dort spielte der Außenstürmer bis 1971 und gewann in dieser Zeit fünf Meisterschaften. Im Jahr 1970 rückte das Team in der Copa Libertadores bis ins Halbfinale vor, wo es im Entscheidungsspiel gegen Peñarol Montevideo knapp ausschied. Die Mannschaft von La U wurde aufgrund der erfolgreichen Spielweise zu dieser Zeit La Ballet Azul (dt. Blaues Ballett) genannt. Als geschickter und schneller Spieler verkörperte Pedro Araya den klassischen Flügelstürmer. Zusammen mit Carlos Campos und Leonel Sánchez bildete Araya das große Offensivtriplett des 'Ballet Azul'. Nach der erfolgreichen Zeit bei Universidad de Chile wechselte Araya nach Mexiko zu San Luis FC und 1973 dann zu Atlas Guadalajara. Nach seiner Karriere lebte Araya weiterhin mit seiner Frau, die er während der Zeit in San Luis Potosí kennengelernt hatte, in Mexiko.

## Nationalmannschaft
In der Nationalmannschaft Chiles kam Pedro Araya erstmals am 14. Oktober 1964 zum Einsatz. Beim 1:1-Unentschieden in der Copa Carlos Dittborn gegen Argentinien stand er neben seinen Mannschaftskollegen Leonel Sanchez Rubén Marcos in der Startelf. Im zweiten Länderspiel erzielte Araya seine ersten Tore für Chile. Beim 4:1-Erfolg gegen Peru traf er doppelt.
Bei der Weltmeisterschaft in England kam Chile nicht über die Vorrunde hinaus. Araya spielte in allen drei Partien. Beim Campeonato Sudamericano 1967 in Uruguay spielte Chile ein besseres Turnier. Nach der gelungenen Qualifikation gegen Kolumbien, bei der Araya ein Tor erzielte, holte das Team von Nationaltrainer Alejandro Scopelli zwei Siege, zwei Unentschieden bei einer Niederlage. Beim 4:2-Sieg über Paraguay erzielte Araya einen Doppelpack. Zudem wurde Araya vom Verband CONMEBOL als bester rechter Außenstürmer in die Elf des Turniers gewählt.
In Arayas letztem Länderspiel im November 1971 gewann Chile deutlich mit 5:0 in Santiago de Chile gegen Uruguay, das 1967 Südamerikameister wurde. Araya lief als Kapitän auf und erzielte das zwischenzeitliche 3:0 in der 37. Spielminute. Insgesamt erzielte Araya 12 Tore in 52 Einsätzen für sein Heimatland.

## Erfolge
- Chilenischer Meister (5): 1962, 1964, 1965, 1967, 1969